# Bob Straetman
Bob Straetman, né le 29 décembre 1997 à Dendermonde en Belgique, est un footballeur belge. Il évolue actuellement au Royal Excelsior Virton, en prêt du KSC Lokeren, au poste d'ailier gauche.

## Biographie
Straetman joue en faveur des équipes de jeunes du KSC Lokeren jusqu'en 2016. En janvier 2016, il signe son premier contrat professionnel, d'une durée courant jusque mi-2018. Le 30 juillet 2016, il fait ses débuts en Division 1A contre le Saint-Trond VV, en remplaçant Ayanda Patosi à la 64e minute de jeu.

## Statistiques
| Saison                | Club                  | Championnat           | Championnat | Championnat | Coupe(s) nationale(s) | Coupe(s) nationale(s) | Compétition(s) continentale(s) | Compétition(s) continentale(s) | Compétition(s) continentale(s) | Total | Total |
| Saison                | Club                  | Division              | M.          | B.          | M.                    | B.                    | Comp.                          | M.                             | B.                             | M.    | B.    |
| 2016-2017             | KSC Lokeren           | Division 1A           | 25          | 2           | 1                     | 0                     | -                              | 0                              | 0                              | 26    | 2     |
| 2017-2018             | KSC Lokeren           | Division 1A           | 6           | 1           | 0                     | 0                     | -                              | 0                              | 0                              | 6     | 1     |
| Sous-total            | Sous-total            | Sous-total            | 31          | 3           | 1                     | 0                     | -                              | 0                              | 0                              | 32    | 3     |
| Total sur la carrière | Total sur la carrière | Total sur la carrière | 31          | 3           | 1                     | 0                     | -                              | 0                              | 0                              | 32    | 3     |